# Chiesa di Sant'Ippolito (Ferentino)
La chiesa di Sant'Ippolito, o chiesa di Sant'Ippolito Martire, è una parrocchiale di Ferentino, comune della provincia di Frosinone nel Lazio, nella Valle del Sacco. Appartiene alla diocesi di Frosinone-Veroli-Ferentino e risale al XVIII secolo.

## Storia
Il primitivo luogo di culto viene citato sin dall'XI secolo e nel periodo del suo massimo spledore ebbe grande importanza nel culto cittadino. La chiesa primitiva, che era a due navate e con identica dedicazione, divenne proprietà della famiglia Bono e fu trasformata in palazzo per abitazioni civili.
Il luogo di culto è stato edificato nel 1780, a breve distanza da dove si trovava la chiesa primitiva, ed è stato oggetto di importanti interventi nella seconda metà del XX secolo che hanno interessato il presbiterio per procedere all'aggiornamento legato all'edeguamento liturgico. La chiesa con la sua parrocchia furono rette dalla Congregazione di San Vincenzo de' Paoli sino al 1985.

## Descrizione

### Esterni
Il tempio si trova all'imbocco di via della Fata vicino alla via delle Mura Ciclopiche. Il portale è architravato ed arrichito da una finestra a lunetta cieca affrescata.

### Interni
La navata interna è unica con volta a botte ed ampliata da quattro cappelle laterali. La pala sull'altare maggiore raffigura il Martirio di Sant'Ippolito trascinato da due cavalli in corsa ed è opera di Desiderio De Angelis. Il dipinto che raffigura San Francesco di Paola risalente al XVII o al XVIII secolo appartenevava con ogni probabilità alla precedente chiesa di San'Ippolito. Negli interni si conservano vari affreschi raffiguranti anche il paesaggio locale. Varie epigrafi ricordano i caduti durante il secondo conflitto mondiale e una cappella conserva i resti del parroco don Giuseppe Morosini, Medaglia d'Oro, che venne fucilato nel 1944 dai nazisti a Roma.